# Асутра
«Асутра» (англ. The Asutra) — науково-фантастичний роман американського письменника Джека Венса, вперше опублікований у 1974 році. Перша книга із серії романів «Дурдейн».

## Сюжет
З найвіддаленіших кордонів Дурдейну поширюються дивні чутки. Бо в країні вигнанців і вбивць Каразі кояться діяння, жахливіші за ті, що їх міг би скоїти найбезжальніший її мешканець. Тож саме до гір Карасу мусить вирушити Ґастел Ецване, в глибині душі переконаний, що з його давнім ворогом ще не покінчено. І справді, серед скелястих пусток ховається загроза, жах якої мешканці Дурдейну не можуть собі навіть уявити. Бо, як давно здогадується Ґастел Ецване, їхній ворог, жахливий Асутра, просто не з їхнього світу...

## Критика
Дейвід Ленґфорд, рецензуючи «Асутру» для «White Dwarf» #99, заявив, що «частина свіжості витекла з цієї серії до третьої книги: “Асутра” не зовсім погана, але здається поверхневою, результатом надмірно поспішного виробництва».

## Огляди
- Огляд Кріса Еванса (1977) в «Vector» #84[3]
- Огляд Робіна Маркуса (1977) в «Paperback Parlour», грудень 1977
- Огляд Джеррі Л. Парсонса (1979) в «Science Fiction & Fantasy Book Review», серпень 1979
- Огляд Брюса Джиллеспі (1989) в «SF Commentary» #67